# Fanny Deschamps
Pour les articles homonymes, voir Deschamps.
Fanny Deschamps, née Fanny Faivre à Chalon-sur-Saône le 1er avril 1920 et morte à Paris le 26 mai 2000, est une journaliste et romancière française.

## Biographie
Issue d'une lignée de compagnons du tour de France, maçons, ébénistes et tapissiers, elle travaille comme sa mère "dans l'industrie textile au poste de chef des achats de coton". Mais à trente-neuf ans, un grave accident de montagne l'immobilise plusieurs semaines, elle décide alors de changer de métier et se tourne vers le journalisme.
Son neveu est le chef Alain Chapel dont elle parle dans le livre Croque-en-bouche en 1976.

### Journaliste
Elle est journaliste et grand reporter pour le magazine féminin Elle, les hebdomadaires Le Point et Le Nouvel Observateur, le quotidien France-soir.
En 1971 elle entreprend "le tour de France des pollués", une grande enquête sur la pollution et l'environnement qu'elle raconte dans Vous n'allez pas avaler ça ; elle fait un constat pessimiste, notamment sur l'énergie atomique, de la politique énergétique et environnementale française de l'époque, en dénonçant "l'énorme pouvoir détenu par les pollueurs". En 1974 c'est le "Journal d’une assistante sociale" (1974).

### Romancière
En 1982 paraît son roman historique inspiré de faits réels, La Bougainvillée qui connait un grand succès,. Pour les amateurs du genre, « Fanny Deschamps se démarque de ses éminents collègues [...] par sa plume incisive et sa prose intelligente, sa façon inimitable de peindre une époque sans les lourdeurs qui parfois épinglent d’autres romans. ».

## Œuvres
- 1968 : Ils parlent d'elles (Grasset)
- 1970 : Journal d'une assistante sociale (édition spéciale)
- 1971 : Vous n'allez pas avaler ça ! Le tour de France des pollués (Albin Michel)
- 1973 : Don Juan est-il français ? (Albin Michel)
- 1975 : Moi, un comédien, avec Jacques Charon (récit de Fanny Deschamps) (Albin Michel)
- 1976 : Croque-en-bouche (Albin Michel)
- 1978 : Monsieur Folies Bergère (Albin Michel)
- 1982 : La Bougainvillée, tome 1 : Le Jardin du roi (Albin Michel)
- 1982 : La Bougainvillée, tome 2 : Quatre Épices
- 1987 : Louison ou l'Heure exquise (Albin Michel)
- 1989 : Louison dans la douceur perdue (Albin Michel)
- 1998 : Pauline de sa jeunesse (Albin Michel)
- 2002 : Isabelle (Plon)